# Alojz Gradnik
Alojz Gradnik (3. srpna 1882, Medana, Slovinsko - 14. července 1967, Lublaň) byl slovinský básník, soudce a překladatel.

## Život
Alojz Gradnik se narodil v Medani otci Jozefu Gradniku rozeném v Terstu a matce, pocházející z Krminu, dívčím jménem Godeas. Chodil na základní školu v Brdu v letech 1888–1891. Po základní škole nastoupil do chlapecké školy gorického Alojzijeviště, potom, v r. 1893, pokračoval ve vzdělávání na gymnáziu v Gorici, které ukončil v r. 1901. Po ukončení gymnázia se v r. 1901 zapsal na právnickou fakultu Vídeňské univerzity. V té době si vydělával jako domácí učitel. Studia práv ukončil v květnu 1906, jako doktor práv byl promován 25. 1. 1907 v Štýrském Hradci. Začal pracovat jako soudní praktikant v Gorici, zanedlouho byl ovšem přeložen do Krminu. Odtud se vrátil zpět do Gorice jako státní zastupitel. Poté pracoval v istrijských městech Vodnjan a Rovinj, od října 1909 potom jako soudní asistent v Pule. Začátkem prosince 1911 se vrátil do Gorice, kde pracoval jako vyšetřující soudce.
Když v r. 1915 začala válčit Itálie s Rakousko-Uherskem, přesunul se do Cerkna, kde pracoval jako soudce. V r. 1920, po italské okupaci Primorske, se přesunul do Lublaně. Pracoval jako právní poradce na ministerstvu zahraničí. V květnu 1920 byl převelen do Bělehradu. Do Lublaně se vrátil v r. 1922 a pracoval až do r. 1929 u vyššího krajského soudu. Mezi lety 1936 a 1941 byl soudcem v Záhřebu. Během 2. světové války byl soudcem vrchního soudu v Lublani. V r. 1946 odešel do důchodu, stáhl se do ústraní a nadále se věnoval jen literatuře. Ke sklonku života trpěl cerebrální sklerózou. Zemřel 14. 7. 1967. Pochován je v rodné Medaně.

## Dílo
Gradnik patří mezi básníky slovinské moderny a expresionismu. Vzhledem k tematickému zaměření jeho básní, se mu také říká básník z Gorických Brd, nebo básník lásky a smrti. Básně publikované v almanachu "Na novih potih" (1902) vykazují značnou podobnost s díly Simona Jenka, Josipa Murna a Otona Župančiče, i když jsou velmi viditelné básníkovy vlastní charakteristiky. Většinou jde o milostné básně s rýmovanými jambickými čtyřveršími. Milostné téma se od začátku proplétá s tématem utrpení a smrti a dodává poezii melancholický podtón, démoničnost a osudovost; nevyslyšená mladická touha přerůstá ve vášnivou milostnou zkušenost. Láska v jeho poezii je díky své intenzivnosti spíše ženská než mužská. Smrt není hranice, ale přechod do věčnosti.Kromě milostné poezie je pro něj typická i rodná a vlastenecká poezie: Básně Motivi iz Istre a Motivi iz Brd byly slovinskými a chorvatskými modernisty oceněny jako typické Gradnikovo dílo, ve kterých viděli čerstvou slovinskou lyrickou novost.
Jeho první báseň vyšla v roce 1896 v časopisu Vrtec (báseň Materino gorje/ Matčin žal)). V jeho první básnické sbírce Padajoče zvezde (Padající hvězdy) se objevují motivy rodné krajiny, motivy lásky a smrti, štěstí a neštěstí. Ve sbírce Poti bolesti (Cesty smutku) najdeme historickou a intimní lyriku. Sbírka De profundis (Z hlubin) obsahuje převážně osobní lyriku. Ve sbírce Večni studenci (Věčné prameny) můžeme pocítit romantické city i nádech panteismu. Sbírka Zlate lestve (Zlatý žebřík) vypovídá o jeho pocitech a o strachu z další světové války. Osobní zpověď a rozmýšlení nad osudem člověka obsahuje sbírka Bog in umetnik (Bůh a umělec). Svou básnickou tvorbu ukončuje sbírkami Pesmi Maji (Básně Máji) a Pojoča kri (Zpívající krev), ve kterých mluví o hrůzách války a o osudu slovinského národa. Po 2. světové válce se poezii věnuje spíše příležitostně, tvoří převážně pro děti: sbírka Narobe svet in druge pesmi za mladino (Svět naruby a další básně pro děti).
Gradnik byl také vynikajícím překladatelem a to především z románských a slovanských jazyků. Přeložil například Danteho Peklo, Njegoševův Horský věnce, národní epos Smrt Smail-agy Čengiće chorvatského básníka Ivana Mažuraniće a mnoho dalších děl španělské, italské, činské, srbské a chorvatské literatury. Jeho překlady Danteho Nebe, Byronove Parisiny a Shakespearových Sonetů nebyly publikovány.
Gradnikova díla jsou přeloženy do angličtiny, francouzštiny, makedonštiny, chorvatštiny a srbštiny. V češtině se jeho básně objevují ve sbírce Jiřího Wolkra Bratrská poesie (1925), na které spolupracoval s Vojtěchem Měrkou a ve sbírce Hvězdy nad Triglavem: Moderní poesie slovinská (1940, 1946, 1983).
Gradnikovo básnické dílo je velmi rozsáhlé a v meziválečné době patřil mezi nejdůležitější básnické osobnosti Slovinska.

### Básnické sbírky
- Padajoče zvezde (1916, 1923)
- Begunci (1917)
- Pot bolesti (1922)
- Pisma (1924)
- De Profundis (1926)
- Svetle samote (1932, rev. Josip Vidmar)
- Večni studenci (1938)
- Zlate lestve (1940)
- Bog in umetnik (1943)
- Pojoča kri (1944)
- Pesmi o Maji (1944)
- Primorski soneti (1952, rev. Jaro Komac)
- Narobe svet in druge pesmi za mladino (1953)
- Harfa v vetru (1954, rev. Filip Kalan)
- Eros-Tanatos (1962, 1972, rev. Filip Kalan)
- Zbrano delo 1–5, 1984–2008, rev. Miran Hladnik a Tone Pretnar

### Poezie pro děti a mládež
Gradnik se ve svém díle věnoval také dětem a dětskému pohledu na svět.
Svou dětskou literaturu ze začátku publikoval v časopisech, v roce 1953 vyšla jeho sbírka Narobe svet in druge pesmi za mladino (Svět naruby a další básně pro děti). Ve sbírce jsou jak dětské básně, tak hádanky a je to jeho jediná sbírka určená dětem. Vzhledem k tomu, že sbírka vznikala ve stejném čase, kdy psal i poezii pro dospělé, jsou některé jeho básně příliš složité. Jakoby některé byly jen pokusem přepsat básně pro dospělé dětem. Tento jeho pokus dívat se na svět dětskýma očima byl kritikou roztrhán.
I když se v básních opakují známá témata, těžko v nich najdeme něco, co jsme už slyšeli. Některé jsou výchovné, jiné vyprávěcí nebo nonsensové. Gradnikovu dětskou poezii můžeme rozdělit na dvě skupiny. V první jsou básně určené jen dětem, v druhé ty, o kterých nemůžeme s jistotou říct, zda jsou pro děti nebo pro dospělé. Básně pro děti neobsahují příliš metafor, protože jim dětská mysl ještě nemůže rozumět. Jsou psané vhodným jazykem s často se opakujícími refrény, obsahují slovní hry, humor, melodičnost a jsou krátké. Celý svět je v nich postaven na hlavu. Ve sbírce najdeme také hádanky s podobnými tématy jako v básních. Některé sám vymyslel, jiné převzal ze srbštiny.

#### Hlavní rysy dětských básní Alojze Gradnika
Motivy jeho dětské poezie jsou velmi podobné motivům poezie pro dospělé.
- metafory
- neologismy - vytváří používáním předpon nebo přípon
- onomatopoie - zvuky zvířat
- rytmus je jambický a trohejský
- typická témata